# Sarothrura pulchra
Il rallo macchiebianche, codapiuma macchiebianche o schiribilla macchiebianche (Sarothrura pulchra (J. E. Gray, 1829)) è un uccello della famiglia Sarothruridae, diffuso nell'Africa subsahariana.

## Distribuzione e habitat
Vive in Angola, Benin, Burundi, Camerun, Repubblica Centrafricana, Repubblica del Congo, Repubblica Democratica del Congo, Costa d'Avorio, Guinea Equatoriale, Gabon, Gambia, Ghana, Guinea, Guinea-Bissau, Kenya, Liberia, Nigeria, Ruanda, Senegal, Sierra Leone, Sudan, Tanzania, Togo, Uganda e Zambia.